# Gesine Krüger (Historikerin)

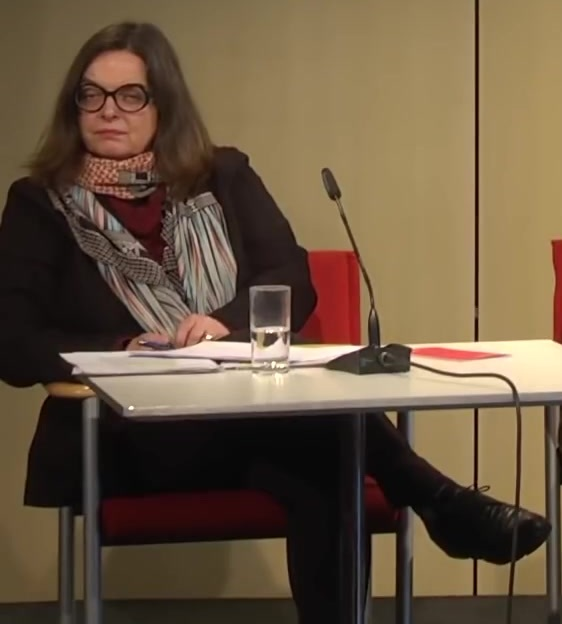
Gesine Krüger

Gesine Krüger (* 1962) ist eine deutsche Historikerin, die sich vor allem mit der neueren und neuesten Geschichte Afrikas befasst. Sie ist seit 2003 Professorin für Neuere Geschichte mit Schwerpunkt außereuropäische Geschichte an der Universität Zürich.

## Leben und Wirken
Krüger studierte von 1981 bis 1989 Geschichte und Politikwissenschaft an der Universität Hannover sowie Afrikanische Geschichte und Literaturwissenschaft an der University of Cape Town in Südafrika. Sie promovierte 1995 an der Universität Hannover bei Helmut Bley mit einer Arbeit zur Rezeption des deutschen Kolonialkrieges gegen die Herero in Namibia 1904 bis 1907. Von 1996 bis 2002 war Krüger wissenschaftliche Assistentin bzw. Oberassistentin an der Universität Hannover mit zwischenzeitlichen Forschungs- und Lehrtätigkeiten an der University of the Western Cape und der Internationalen Frauenuniversität. 2002 habilitierte sie sich an der Universität Hannover mit einer Studie zur Verbreitung der Schrift in Südafrika zwischen 1830 und 1930, sie erhielt die Lehrbefugnis für Neuere Geschichte. 
Nach einer Gastprofessur an der Arbeitsstelle Historische Anthropologie des Max-Planck-Instituts für Geschichte in Erfurt, wurde sie 2003 zunächst als außerordentliche und 2007 als ordentliche Professorin an die Universität Zürich berufen. Dort hat sie am Historischen Seminar einen Lehrstuhl für Neuere Geschichte mit Schwerpunkt außereuropäische Geschichte inne. 2007/2008 war sie Fellow am Wissenschaftskolleg zu Berlin. Von 2013 bis 2017 stand sie gemeinsam mit Sebastian Scholz dem Historischen Seminar der Universität Zürich vor. Krüger ist Mitherausgeberin des Onlinemagazins Geschichte der Gegenwart.
Gesine Krüger befasst sich hauptsächlich mit der kolonialen und postkolonialen Geschichte Afrikas. Zu ihren Forschungsschwerpunkten zählen Restitution, Geschichtspolitik und Erinnerung, der Umgang mit menschlichen Überresten (human remains); die historische Anthropologie von Mensch-Tier-Beziehungen; Sozialgeschichte des südlichen Afrikas, insbesondere zu den Themen Krieg und Literalität; sowie visuelle Geschichte in Form von Kolonialfotografie.

## Publikationen
- Zwischen Gott und Staat. Die unabhängigen Kirchen in Südafrika (= Bibliothek Afrikanische Geschichte. Bd. 1). Ergebnisse Verlag, Hamburg 1989, ISBN 3-925622-55-1.
- Kriegsbewältigung und Geschichtsbewußtsein. Realität, Deutung und Verarbeitung des deutschen Kolonialkriegs in Namibia 1904 bis 1907 (= Kritische Studien zur Geschichtswissenschaft. 133). Vandenhoeck & Ruprecht, Göttingen 1999, ISBN 3-525-35796-6 (Zugleich: Hannover, Universität, Dissertation, 1995).
- Schrift – Macht – Alltag. Lesen und Schreiben im kolonialen Südafrika. Böhlau, Köln u. a. 2009, ISBN 978-3-412-20116-6 (Zugleich: Hannover, Universität, Habilitations-Schrift, 2002).